# Dawn FM
Dawn FM — пятый студийный альбом канадского певца The Weeknd, выпущенный 7 января 2022 года на лейблах XO и Republic Records. Альбом был записан в основном в период с 2020 по 2021 год, в нём звучит голос Джима Керри, вокал Tyler, the Creator и Лил Уэйна, а также речь Куинси Джонса и Джоша Сафди. В качестве продюсеров альбома выступили The Weeknd, Макс Мартин, Oneohtrix Point Never, Оскар Холтер, Кельвин Харрис и Swedish House Mafia.
Анонс состоялся 3 января 2022 года.
The Weeknd описал концепцию альбома как состояние чистилища — путешествие к «свету в конце туннеля», который послужит продолжением его четвертого студийного альбома After Hours (2020). В музыкальном плане Dawn FM — это альбом, содержащий песни в стиле дэнс-поп и синти-поп, которые в значительной степени вдохновлены стилями новой волны, фанка и электронной танцевальной музыки 1980-х годов. После выхода альбом получил широкое признание музыкальных критиков, которые похвалили его продакшн и мелодии.
С альбома было выпущено два сингла, из которых лид-сингл «Take My Breath» занял шестое место в американском хит-параде Billboard Hot 100. The Weeknd продвигал Dawn FM с помощью концерта на Amazon Music в день выхода альбома, в котором он выступил в качестве диск-жокея и исполнил альбом перед аудиторией.
Для дальнейшей поддержки Dawn FM и After Hours, The Weeknd планирует начать свой седьмой концертный тур After Hours til Dawn Stadium Tour, в ходе которого он посетит Северную Америку, Европу, Южную Америку, Азию, Австралию, Африку и Ближний Восток летом 2022 года.

## Композиция
Являясь в первую очередь поп-пластинкой, Dawn FM уходит корнями в жанры дэнс-поп и синти-поп. Напоминая электронные группы 1980-х годов, такие как Depeche Mode и Duran Duran, альбом в значительной степени включает в себя сити-поп, фанк и диско, наряду с элементами R&B, новую волну, электропоп, EDM, хип-хоп, блюз, буги, электро, дабстеп, драм-н-бейс и техно. Влияние альбомов Майкла Джексона Off the Wall (1979) и Thriller (1982) также присутствует в Dawn FM.

## Концепция
Композиции в альбоме имеют характер психоделического радиовещания, похожего на альбом Magic Oneohtrix Point Never (2020) американского экспериментального продюсера Oneohtrix Point Never, в котором The Weeknd выступал в роли исполнительного продюсера. В интервью Billboard от 23 ноября 2021 года The Weeknd уделил большое внимание звучанию альбома:

Представьте, что альбом похож на то, из-за чего слушатель мёртв. И они застряли в чистилище, которое я всегда представлял себе как застрявший в пробке в ожидании света в конце туннеля. <…> И пока вы стоите в пробке, в машине играет радиостанция, а радиоведущий ведет вас к свету и помогает перейти на другую сторону. Так что это может показаться праздничным, а может и мрачным, однако вы хотите это прочувствовать; вот что такое «Dawn FM» для меня.
Оригинальный текст (англ.)Picture the album being like the listener is dead. And they're stuck in this purgatory state, which I always imagined would be like being stuck in traffic waiting to reach the light at the end of the tunnel. <...> And while you're stuck in traffic, they got a radio station playing in the car, with a radio host guiding you to the light and helping you transition to the other side. So it could feel celebratory, could feel bleak, however, you want to make it feel, but that's what 'The Dawn' is for me.

### Обложка
На обложке альбома изображена сильно постаревшая и бородатая версия The Weeknd в тёмной обстановке с небольшим лучом света, сияющим над его плечом, что символизирует тему альбома о переходе жизни к смерти. Коллекционные издания альбома, представленные в интернет-магазине The Weeknd, содержат две альтернативные обложки Dawn FM, разработанные американским художником Робертом Битти, который также разработал обложку альбома Magic Oneohtrix Point Never для Oneohtrix Point Never.

## Отзывы
| Совокупная оценка    | Совокупная оценка |
| Источник             | Оценка            |
| -------------------- | ----------------- |
| AnyDecentMusic?      | 8.4/10            |
| Metacritic           | 88/100            |
| Оценки критиков      |                   |
| Источник             | Оценка            |
| Evening Standard     | [ 22 ]            |
| Exclaim!             | 9/10              |
| The Guardian         | [ 23 ]            |
| The Independent      | [ 8 ]             |
| The Line of Best Fit | 8/10              |
| NME                  | [ 4 ]             |
| Paste                | 8.8/10            |
| Pitchfork            | 8.0/10            |
| Rolling Stone        | [ 25 ]            |
| The Times            | [ 26 ]            |

Альбом получил положительные отзывы музыкальной критики и интернет-изданий. Он получил 88 из 100 баллов на интернет-агрегаторе Metacritic.
Описывая Dawn FM как новую вершину для Weeknd, Уилл Дьюкс из журнала Rolling Stone похвалил альбом за его «межзвездные амбиции» и «очаровательную музыку». Микаэль Вуд из Los Angeles Times назвал его «первым великим альбомом года», высоко оценив его продюсирование, мелодизм и вокал, отметив при этом, что «Dawn FM» более позитивный и оптимистичный, чем его предыдущие работы. Риан Дейли из NME сказал, что Dawn FM «ощущается как первые шаги на пути Weeknd к миру с самим собой; возможно, когда мы услышим о нём в следующий раз, он уже полностью примет свет дня». Дэни Блюм из Pitchfork с удовольствием сказал, что альбом концептуально напоминает «прослушивание ретро-поп радиостанции в чистилище», представляя собой самый «вдумчивый, мелодичный и откровенный проект Weeknd» в его карьере. Дэвид Смит из Evening Standard написал, что на этом альбоме Weeknd достиг вершинной стадии своего «поп-расцвета» в музыке. Мэтт Митчелл из Paste высказал мнение, что Dawn FM
превосходит «динамичное поп-величие и демонстрирует ответственность перед лицом смерти».
Рецензируя альбом для Variety, Джем Асвад заявил, что Dawn FM — «возможно, лучший и наиболее полно реализованный альбом Weeknd на сегодняшний день». Критик журнала Spin Бобби Оливье похвалил Макса Мартина за то, что он придал альбому целостность, «отточенный» продакшн, сохранив при этом его «ловкость, напористость и сексуальную привлекательность». Ройсин О’Коннор из The Independent написала, что альбом является «сознательным противоречием прошлому прославлению непостоянства Weeknd через связи на одну ночь и грязные интрижки». Пишущий для Clash Алекс Риготти заявил, что альбом имеет «некоторые проблемы с темпом» и он лишён «характера и живости» своего предшественника, но, тем не менее, является солидным продолжением с «драматическим инструментарием и обновленным взглядом на мир».

## Коммерческий успех
Dawn FM дебютировал 22 января 2022 года на втором месте в чарте Billboard 200 с 148000 единиц, эквивалентных альбому, базирующихся на 173,04 миллионах потоковых прослушиваниях и 14000 чистых продаж цифровых копий. Первое место занял альбом Gunna DS4Ever, собравший 2300 единиц больше.
15 февраля 2022 года в связи с выходом издания на компакт-дисках альбом снова поднялся на второе место, а также впервые вышел на 1-е место в чарте продаж физических копий Top Album Sales, в соул-чарте Top R&B/Hip-Hop Albums, и четвёртую неделю лидировал в рэп-чарте Top R&B Albums.
В Великобритании Dawn FM дебютировал на 1 в UK Albums Chart с 20,000 единицами.

## Список композиций
| №                   | Название                                               | Автор(ы) | Продюсер(ы)                                                            | Длительность |
| ------------------- | ------------------------------------------------------ | --- | ---------------------------------------------------------------------- | ------------ |
| 1.                  | «Dawn FM»                                              | Эйбел Тесфайе и Дэниел Лопатин                                                                                 | The Weeknd, OPN, Макс Мартин[b] и Оскар Холтер[b]                      | 1:36         |
| 2.                  | «Gasoline»                                             | Тесфайе, Лопатин и Мэтт Кон                                                                                    | The Weeknd, OPN, Мартин[a], Холтер[a] и Кон[a]                         | 3:32         |
| 3.                  | «How Do I Make You Love Me?»                           | Тесфайе, Лопатин, Мартин, Аксель Хедфорс, Стив Анжелло, Себастьян Ингроссо, Холтер и Кон                       | The Weeknd, OPN, Мартин[a], Swedish House Mafia[a], Холтер[a] и Кон[a] | 3:34         |
| 4.                  | «Take My Breath»                                       | Тесфайе, Ахмад Балше, Андреа Ди Чегли, Луиджи Тутоло, Мартин и Холтер                                          | The Weeknd, Мартин и Холтер                                            | 5:39         |
| 5.                  | «Sacrifice»                                            | Тесфайе, Мартин, Хедфорс, Анжелло, Ингроссо, Карл Нордстрём, Холтер и Кевин Маккорд[c]                         | The Weeknd, Мартин, Swedish House Mafia и Холтер                       | 3:08         |
| 6.                  | «A Tale by Quincy»                                     | Тесфайе, Куинси Джонс, Лопатин и Джефф Гительман                                                               | The Weeknd, OPN, Мартин и Gitty                                        | 1:36         |
| 7.                  | «Out of Time»                                          | Тесфайе, Лопатин, Томоко Аран[d] и Тэцуро Ода[d]                                                               | The Weeknd, OPN, Мартин[b] и Холтер[b]                                 | 3:34         |
| 8.                  | «Here We Go... Again» (при участии Tyler, the Creator) | Тесфайе, Тайлер Оконма, Масамунэ Кудо, Брюс Джонстон, Christian Love, Брайан Кеннеди, Бенни Бок и Чарли Коффин | The Weeknd, Rex Kudo, Джонстон, Кеннеди, Бок и Коффин                  | 3:29         |
| 9.                  | «Best Friends»                                         | Тесфайе и Джейсон Квенневиль                                                                                   | The Weeknd, DaHeala, OPN[b], Мартин[b], Холтер[b] и Кон[b]             | 2:43         |
| 10.                 | «Is There Someone Else?»                               | Тесфайе, Лопатин, Томас Браун и Питер Ли Джонсон                                                               | The Weeknd, OPN, Томми Браун, Джонсон, Мартин[b] и Холтер[b]           | 3:19         |
| 11.                 | «Starry Eyes»                                          | Тесфайе, Лопатин, Браун и Джонсон                                                                              | The Weeknd, OPN, Мартин[b] и Холтер[b]                                 | 2:28         |
| 12.                 | «Every Angel Is Terrifying»                            | Тесфайе, Лопатин и Кон                                                                                         | The Weeknd, OPN и Кон[b]                                               | 2:47         |
| 13.                 | «Don’t Break My Heart»                                 | Тесфайе, Лопатин, Мартин, Холтер и Кон                                                                         | The Weeknd, OPN, Мартин[a], Холтер[a] и Кон[a]                         | 3:25         |
| 14.                 | «I Heard You’re Married» (при участии Лила Уэйна)      | Тесфайе, Дуэйн Картер, Адам Вайлс и Лопатин                                                                    | The Weeknd, Кельвин Харрис, OPN[b], Мартин[b] и Холтер[b]              | 4:23         |
| 15.                 | «Less than Zero»                                       | Тесфайе, Мартин и Холтер                                                                                       | The Weeknd, Мартин, Холтер и OPN[b]                                    | 3:31         |
| 16.                 | «Phantom Regret by Jim»                                | Тесфайе, Джим Керри, Лопатин, Мартин, Холтер и Кон                                                             | The Weeknd, OPN, Мартин[a], Холтер[a] и Кон[a]                         | 2:59         |
| Общая длительность: | Общая длительность:                                    | Общая длительность:                                                                                            | Общая длительность:                                                    | 51:49        |

| №                   | Название                                                       | Автор(ы)                                                                    | Продюсер(ы)                                      | Длительность |
| ------------------- | -------------------------------------------------------------- | --------------------------------------------------------------------------- | ------------------------------------------------ | ------------ |
| 17.                 | «Take My Breath» (Ремикс; при участии Agents of Time)          | Тесфайе, Балше, Ди Чегли, Тутоло, Мартин и Холтер                           | The Weeknd, Мартин и Холтер                      | 6:06         |
| 18.                 | «Sacrifice» (Ремикс; при участии Swedish House Mafia)          | Тесфайе, Мартин, Хедфорс, Анжелло, Ингроссо, Нордстрём, Холтер и Маккорд[c] | The Weeknd, Мартин, Swedish House Mafia и Холтер | 3:58         |
| 19.                 | «Moth to a Flame» (Swedish House Mafia совместно с The Weeknd) | Тесфайе, Анжелло, Ингроссо и Нордстрём                                      | Swedish House Mafia и Нордстрём                  | 3:54         |
| Общая длительность: | Общая длительность:                                            | Общая длительность:                                                         | Общая длительность:                              | 65:47        |

| №                   | Название                        | Автор(ы)                                          | Продюсер(ы)                 | Длительность |
| ------------------- | ------------------------------- | ------------------------------------------------- | --------------------------- | ------------ |
| 17.                 | «Take My Breath» (сингл-версия) | Тесфайе, Балше, Ди Чегли, Тутоло, Мартин и Холтер | The Weeknd, Мартин и Холтер | 3:40         |
| Общая длительность: | Общая длительность:             | Общая длительность:                               | Общая длительность:         | 63:21        |

| №                   | Название                                                                       | Длительность |
| ------------------- | ------------------------------------------------------------------------------ | ------------ |
| 17.                 | «Moth to a Flame» (Swedish House Mafia совместно с The Weeknd)                 | 3:54         |
| 18.                 | «Dawn FM» (Ремикс OPN)                                                         | 3:03         |
| 19.                 | «How Do I Make You Love Me?» (Ремикс Себастьяна Ингроссо и Сальваторе Ганаччи) | 3:37         |
| 20.                 | «Sacrifice» (Ремикс; при участии Swedish House Mafia)                          | 3:58         |
| 21.                 | «Out of Time» (Ремикс Kaytranada)                                              | 4:35         |
| 22.                 | «Best Friends» (Ремикс; совместно с Summer Walker)                             | 2:55         |
| 23.                 | «Starry Eyes» (Ремикс Майка Дина)                                              | 3:18         |
| 24.                 | «Take My Breath» (сингл-версия)                                                | 3:40         |
| Общая длительность: | Общая длительность:                                                            | 80:49        |

| №                   | Название                                                                              | Режиссёр(ы)         | Длительность |
| ------------------- | ------------------------------------------------------------------------------------- | ------------------- | ------------ |
| 20.                 | «Gasoline» (Музыкальный видеоклип)                                                    | Матильда Финн       | 4:50         |
| 21.                 | «Take My Breath» (Музыкальный видеоклип)                                              | Cliqua              | 3:44         |
| 22.                 | «Take My Breath» (Музыкальный видеоклип; при участии Agents of Time)                  | Cliqua              | 3:58         |
| 23.                 | «Sacrifice» (Музыкальный видеоклип)                                                   | Cliqua              | 4:03         |
| 24.                 | «Sacrifice» (Музыкальный видеоклип; при участии Swedish House Mafia)                  | Cliqua              | 3:22         |
| 25.                 | «Moth to a Flame» (Музыкальный видеоклип; Swedish House Mafia совместно с The Weeknd) | Александр Уэсли     | 4:13         |
| Общая длительность: | Общая длительность:                                                                   | Общая длительность: | 89:59        |

### Семплы
- ↑  «Sacrifice» интерполирует текст песни «I Want to Thank You», написанной Кевином Маккордом[англ.] и исполненной Алишей Майерс[англ.].
- ↑  «Out of Time» содержит семпл песни «Midnight Pretenders», написанной Томоко Аран и Тэцуро Одой[англ.] и исполненной Аран.

## Участники записи
Информация взята из аннотации к альбому.

### Музыканты
- The Weeknd — вокал, клавишные, программирование (все дорожки); бас-гитара, ударные (4); бэк-вокал (15)
- OPN — клавишные, программирование (1-3, 7, 10-13, 16)
- Джаспер Рэндалл — хоровая аранжировка (1, 11, 12)
- Анджела Пэрриш — хоровое пение (1, 11, 12)
- Анна Дэвидсон — хоровое пение (1, 11, 12)
- Бри Холланд — хоровое пение (1, 11, 12)
- Джессика Роттер — хоровое пение (1, 11, 12)
- Джоанна Уолфиш — хоровое пение (1, 11, 12)
- Кэти Хэмптон — хоровое пение (1, 11, 12)
- Рэйчел Панчал — хоровое пение (1, 11, 12)
- Сара Манн — хоровое пение (1, 11, 12)
- Сара Маргарет Хафф — хоровое пение (1, 11, 12)
- Джим Керри — голос (1, 7, 16)
- Макс Мартин — клавишные, программирование (2-7, 10, 11, 13, 15, 16); бас-гитара (4, 15), ударные (4); бэк-вокал, гитара (15)
- Оскар Холтер[англ.] — клавишные, программирование (2-7, 10, 11, 13, 15, 16); бас-гитара (4, 15), ударные (4), гитара (15)
- Эльвира Андерфьярд — бэк-вокал (4)
- Давид Буковински — виолончель (4, 11)
- Shellback — ударные (4)
- Магнус Шеландер — перкуссия (4)
- Маттиас Байлунд — струнные (4, 11)
- Матиас Йоханссон — скрипка (4, 11)
- Куинси Джонс — голос (6)
- Christian Love — бэк-вокал (8)
- Бенни Бок — клавишные, программирование (8)
- Брайан Кеннеди[англ.] — клавишные, программирование (8)
- Брюс Джонстон — клавишные, программирование, вокальное сопровождение, вокал (8)
- Чарли Коффин — клавишные, программирование (8)
- Рекс Кудо — клавишные, программирование (8)
- DaHeala[англ.] — клавишные, программирование (9)
- Петер Ноос Йоханссон — тромбон (11)
- Джошуа Сафди — голос (12)
- Кельвин Харрис — клавишные, программирование (14)
- Мэтт Кон — клавишные (16), программирование (2, 3, 9, 12, 13), вокальное сопровождение (3, 16), ударные (2, 3, 12, 13)

### Техники
- Дэйв Кутч — мастеринг
- Сербан Генеа — сведение
- Джон Ханес — сведение
- Джереми Лертола — звукорежиссёр (1-3, 11, 14, 15)
- Мэтт Кон — звукорежиссёр (1-3, 6-16)
- Сэм Холланд — звукорежиссёр (1-4, 6, 10, 11, 13-16)
- Син Камияма — звукорежиссёр (1-3, 5, 7-15)
- Майкл Ильберт — звукорежиссёр (8)
- Кевин Петерсон — помощник по мастерингу

## Чарты
| Чарт (2022)                            | Высшая позиция |
| -------------------------------------- | -------------- |
| Австралия (ARIA)                       | 1              |
| Австрия (Ö3 Austria)                   | 2              |
| Бельгия/Фландрия (Ultratop)            | 2              |
| Бельгия/Валлония (Ultratop)            | 4              |
| Канада (Canadian Albums Chart)         | 1              |
| Чехия (ČNS IFPI)                       | 2              |
| Нидерланды (Album Top 100)             | 1              |
| Финляндия (Suomen virallinen lista)    | 1              |
| Франция (SNEP)                         | 3              |
| Германия (Offizielle Top 100)          | 5              |
| Ирландия (Irish Albums Chart)          | 1              |
| Италия (FIMI)                          | 4              |
| Литва (AGATA)                          | 1              |
| Новая Зеландия (RMNZ)                  | 1              |
| Норвегия (VG-lista)                    | 1              |
| Швеция (Sverigetopplistan)             | 1              |
| Швейцария (Schweizer Hitparade)        | 1              |
| Великобритания (UK Albums Chart)       | 1              |
| Великобритания (UK R&B Albums Chart)   | 1              |
| США (Billboard 200)                    | 2              |
| США (Billboard Top R&B/Hip-Hop Albums) | 1              |
| США (Top Album Sales, Billboard)       | 1              |

| Чарт         | Высшая позиция |
| ------------ | -------------- |
| Мир (Genius) | 6              |

## История релиза
| Регион    | Дата           | Формат                         | Лейбл         | Прим.  |
| --------- | -------------- | ------------------------------ | ------------- | ------ |
| Различные | 7 января 2022  | Цифровое скачивание и стриминг | XO и Republic | [ 59 ] |
| Различные | 28 января 2022 | Компакт-диск                   | XO и Republic | [ 60 ] |
| Различные | 29 апреля 2022 | Кассета и Грампластинка        | XO и Republic | [ 61 ] |